# Wat Si Phichit Kirati Kanlayaram

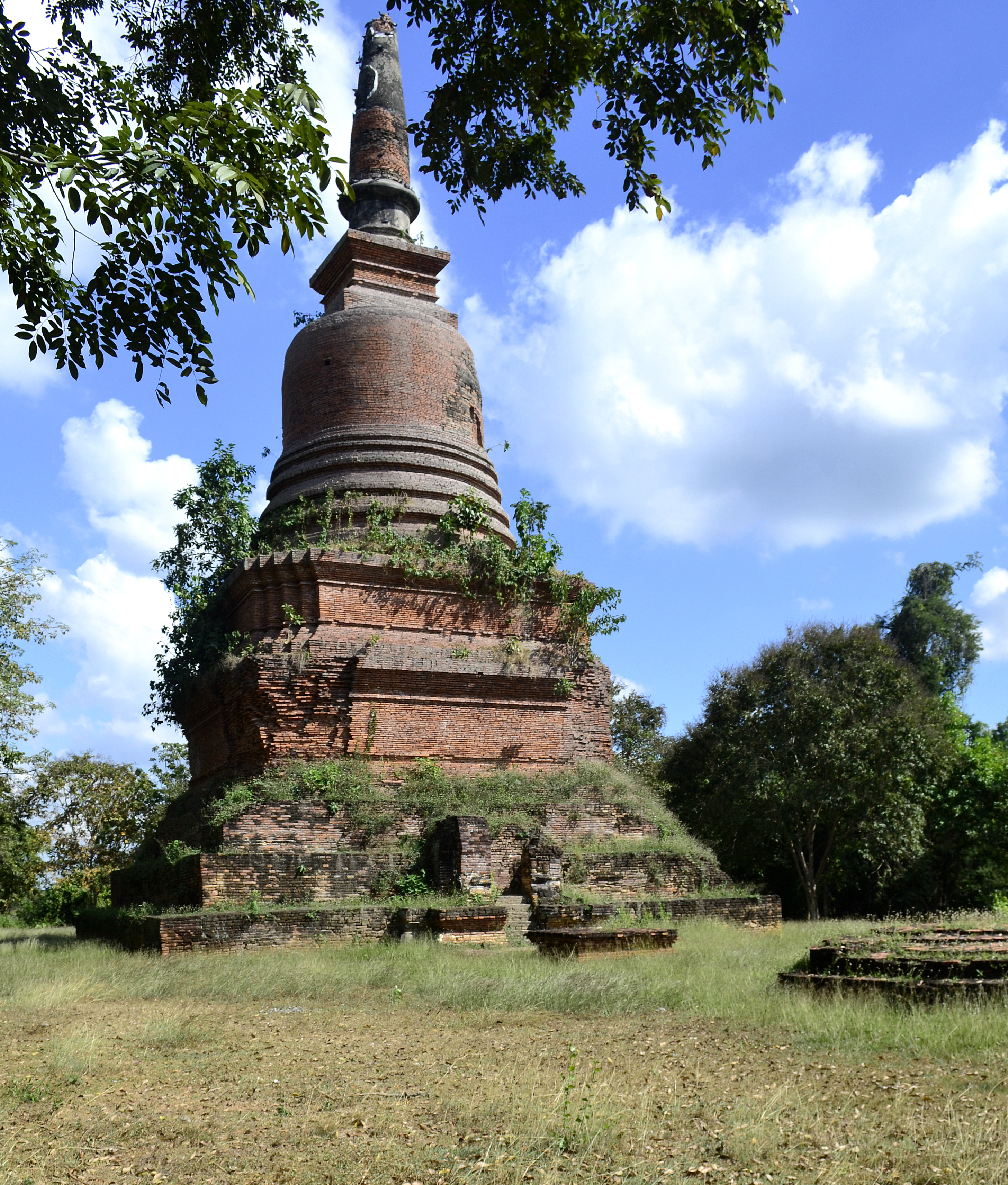
Chedi des Wat Si Phichit Kirati Kanlayaram
(Zustand Dezember 2014)

Wat Si Phichit Kirati Kanlayaram (Thai วัดศรีพิจิตกิรติกัลยาราม, auch: Bicitrakirtikalyarama) ist die Ruine einer buddhistischen Tempelanlage (Wat) im Sukhothai, Provinz Sukhothai in der Nordregion von Thailand.

## Lage
Der Wat Si Phichit Kirati Kanlayaram liegt etwa 2,5 Kilometer südöstlich des südlichen Stadttores (ประตูนโม – Pratu Namo) außerhalb der Alten Stadt (Mueang Kao – เมืองเก่า) von Sukhothai. Etwa 200 Meter weiter westlich liegt der Wat Chedi Si Hong.
Wat Si Phichit Kirati Kanlayaram ist Teil des Geschichtsparks Sukhothai.

## Baugeschichte
Der Wat Si Phichit Kirati Kanlayaram wurde in der Zeit des Königreiches Sukhothai zur Regierungszeit von König Sai Lue Thai im Jahr 1403 gegründet.
Im Jahr 1956 wurde bei Ausgrabungen des Fine Arts Department eine Steininschrift auf dem Tempelgelände gefunden, die seither „Steininschrift 46“ (auch: Inscription XLVI) genannt wird. Die Inschrift besteht aus einer etwa sechs Zentimeter dicken Platte aus grünlichem Schiefer, deren unterer Teil fehlt. Sie ist etwa 72 Zentimeter hoch. Die Steininschrift soll an die Gründung des Wat Si Phichit Kirati Kanlayaram durch die Königinmutter „Satṃtec Braḥ Rājajananī Srī Dharmarājamātā Mahātilakaraṭanarājanārtha“ und ihren Sohn „Satṃtec Mahādharrmarājādhipatī Srī Surīyavaṅsa“ (Maha Thammaracha III.) im Jahr 1403 erinnern. Gleichzeitig will sie die Unabhängigkeits-Erklärung des Königreichs Sukhothai von Ayutthaya im Jahr 1400 schriftlich niederlegen.
Die Königinmutter beschreibt weiter, dass sie „Satṃtec Braḥ Mahā Śrī Kirti“ (สำเดจพระมหาศรีกิรติ), den Leiter einer Gruppe von Mönchen, die soeben in Kamphaeng Phet ihr Mönchs-Gelübde abgelegt hatten, einlud, sich im Tempel niederzulassen. Im Jahr 1403 wiederum hat sie dem Tempel einen „Śrī Mahābodhi“ (ศรีมหาโพธิ) spendiert, den so genannten Bodhi-Baum, unter dem der Buddha seine Erleuchtung erfuhr. Danach bricht der Text auf der Inschrift 46 ab.

## Sehenswürdigkeiten

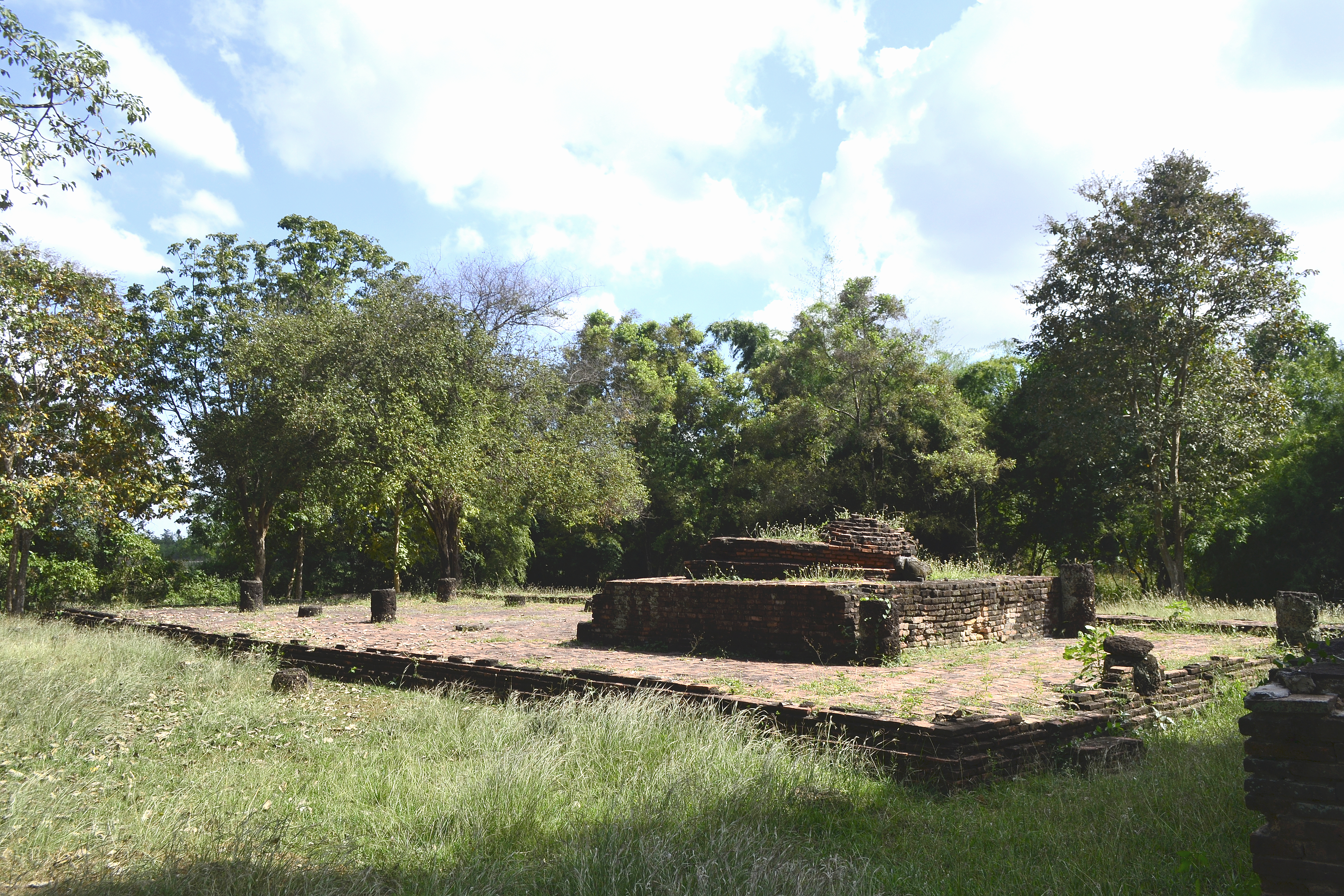
Wihan des Wat
(Zustand Dezember 2014)

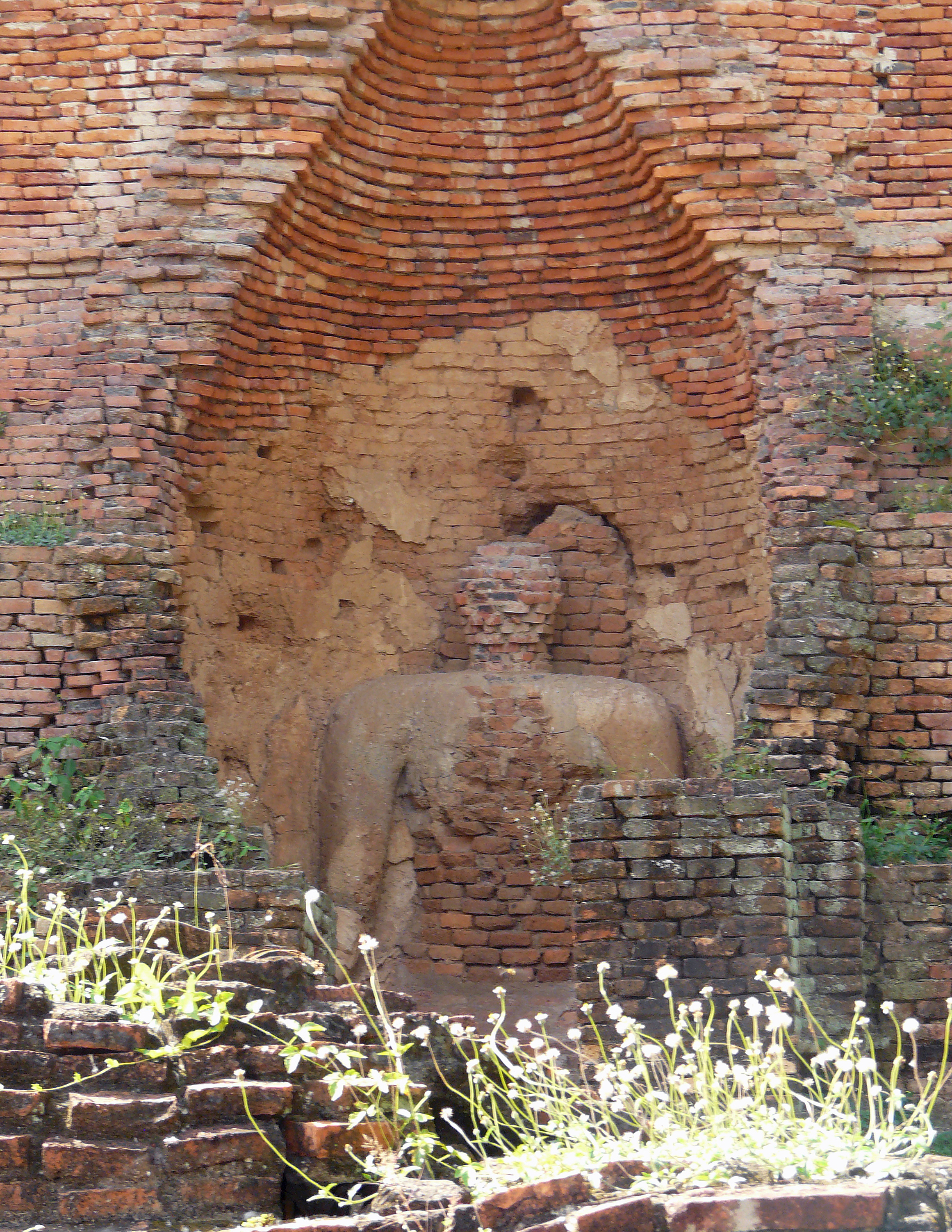
Buddhastatue in einer Nische des Chedi
(Zustand Dezember 2014)

Folgende Sehenswürdigkeiten befinden sich auf dem Tempelgelände:
- Ein majestätischer Chedi in „singhalesischem“ oder „Sukhothai-Stil“ steht auf einem quadratischen Sockel mit einer Seitenlänge von 15 Metern. An allen vier Seiten gibt es eine Nische für eine Buddha-Statue. Vor den Nischen sind halbmondförmige Trittsteine aus Ziegeln angebracht, die mit Stuck verziert sind. Da es im 14. Jahrhundert starke singhalesische Einflüsse in Sukhothai gab, sollen sie wahrscheinlich an die „Sandakada Pahana“ (Mondsteine) aus dem alten Sri Lanka erinnern.[3]
- Fundamente einer 15 × 25 Meter großen Versammlungshalle (Wihan) liegen östlich vor dem Chedi.
- Elf kleinere Chedis sind über das Tempelgelände verstreut.
- Ein Wassergraben umgibt das Ensemble.